# Francesca Antoniotti
Pour les articles homonymes, voir Antoniotti.
 (mai 2020).
Si vous disposez d'ouvrages ou d'articles de référence ou si vous connaissez des sites web de qualité traitant du thème abordé ici, merci de compléter l'article en donnant les références utiles à sa vérifiabilité et en les liant à la section « Notes et références ».
Francesca Antoniotti, née le 6 juillet 1981 à Bastia, en Haute-Corse, est une chroniqueuse, animatrice de télévision et ancienne chanteuse française.

## Biographie

### Star Academy
Francesca Antoniotti se fait connaître entre septembre et novembre 2004 grâce à sa participation à la quatrième saison de Star Academy sur TF1. Elle termine 8e de cette édition.

### Chroniqueuse sportive sur la TNT (2005-2013)
Francesca Antoniotti commence sa carrière d'animatrice de télévision en animant des émissions de call TV : La Nuit est à vous sur NT1 et L'Appel gagnant sur RTL9.
Elle anime en 2006 Prime de match sur TPS Foot, une autre émission de call TV consacrée à l'histoire du football. Elle tient également une chronique dans l'émission VIP sur NRJ 12 et anime une émission de radio sur Beur FM.
Elle rejoint Ma Chaîne Sport en 2007. Elle réalise les interviews sur le terrain lors des matchs de Ligue 2 commentés par Daniel Riolo et Samuel Lobé chaque vendredi. Cette même année, elle rejoint l'équipe d'Eugène Saccomano dans l'émission On refait le match en tant que chroniqueuse, elle fait aussi quelques apparitions dans l'émission 20 h Foot sur I-Télé. En 2007, elle est interprète du single La Routine en featuring avec le trio masculin E-Mundo sous le label Scorpio Music.
Lors de la coupe du monde de football 2010, elle présente l'émission Au bar de la coupe sur Ma Chaîne Sport avec Nicolas Vilas. À partir de septembre 2010, elle présente chaque lundi avec Nicolas Vilas, Tribune Foot, sur Ma Chaîne Sport.
En juillet 2011, elle quitte MCS pour CFoot où elle anime Le Grand Soir Ligue 2 tous les vendredis à 19 h 45 avec David Astorga ainsi que C Samedi Foot chaque samedi à 16 h 30 avec Lionel Rosso entouré d'Eugène Saccomano (RTL) et Jean Resseguié (RMC Sport). Ces deux émissions durent jusqu'à la fin de la saison en mai 2012.
En décembre 2012, elle devient chroniqueuse dans l'émission 10 ans de moins sur Chérie 25.

#### Affaire Gasquet positif à la cocaïne
Après une soirée où sont présents Richard Gasquet et Francesca Antoniotti entre autres, la radio RMC révèle le 9 mai 2009 que Richard Gasquet a été contrôlé positif à la cocaïne avant les Masters de Miami 2009. Il se défend en pointant le caractère accidentel de la prise de cocaïne ayant entraîné un test positif, dû selon lui à un baiser lors d'une soirée en boîte de nuit ou à l'absorption involontaire dans un verre en contenant.
Dans cette affaire, Francesca Antoniotti et une serveuse — les deux femmes accompagnant Gasquet — sont convoquées par la police. Rendu en juillet, le verdict du jury mandaté par la FIT le suspend pour deux mois et demi, ce qui en pratique indique qu'il peut reprendre la compétition le jour même,,.

#### Sexisme dans les médias sportifs
En mars 2021, dans le contexte du documentaire Je ne suis pas une salope, je suis une journaliste sur le sexisme dans le journalisme sportif, elle déclare avoir quitté les médias sportifs après avoir subi des commentaires et comportements déplacés entre autres.
« C'était bien avant #MeToo et j'avais envie de bosser ». Elle souligne également avoir été défendue par Pascal Praud, Gilles Verdez et Eugène Saccomano par exemple,,.

### Chroniqueuse sur C8 (2013-2024)
De décembre 2013 à juin 2014, elle est chroniqueuse régulière dans l'émission Est-ce que ça marche ? sur D8, une émission de pré-access prime time présentée par Ariane Massenet et Camille Combal. L'émission s'arrête faute d'audience suffisante.
De novembre 2015 à novembre 2016, elle est chroniqueuse dans l'émission Touche pas à mon sport !  présentée par Estelle Denis sur D8. En juillet 2016, elle est chroniqueuse dans l'émission Touche pas à mon poste ! présentée exceptionnellement par Julien Courbet sur D8.
De décembre 2016 à juin 2017, elle est chroniqueuse dans l'émission Il en pense quoi Matthieu ? puis Elle en pense quoi Stéphanie ? présentée par Matthieu Delormeau puis Stéphanie Loire. En février 2017, elle est chroniqueuse dans l'émission évènement Dites-le à Baba !, présentée par Cyril Hanouna et Valérie Bénaïm. En juillet 2017, elle est chroniqueuse dans l'émission La télé même l'été ! présentée par Julien Courbet, puis à partir de septembre 2017, dans C'est que de la télé !.
Depuis décembre 2018, elle est chroniqueuse par intermittence dans l’émission Touche pas à mon poste ! ainsi que dans ses déclinaisons sur C8.

Synthèse
- 2004 : Star Academy (saison 4) sur TF1 : candidate
- 2005-2006 : La nuit est à vous sur NT1 : animatrice
- 2005-2006 : L'Appel gagnant sur RTL9
- 2006 : 1, 2, 3 Quiz sur NT1
- 2006-2007 : Prime de match sur TPS Foot
- 2006-2007 : VIP L'envoying sur NRJ 12
- 2007-2013 : On refait le match sur LCI et RTL : chroniqueuse
- 2007 : consultante sur Ma Chaîne Sport
- 2008 : 20 h Foot sur Cnews : chroniqueuse
- 2008-2009 : Matinée bien être sur Ma Chaîne Sport : chroniqueuse
- 2010 : Au bar de la coupe sur Ma Chaîne Sport
- 2010-2011 : Tribune Foot sur Ma Chaîne Sport
- 2011-2012 : Le Grand Soir Ligue 2 sur CFoot
- 2011-2012 : C Samedi Foot sur CFoot
- 2012-2013 : 10 ans de moins sur Chérie 25 : chroniqueuse
- 2013-2014 : Est-ce que ça marche ? sur D8 : chroniqueuse
- 2014 : Face à la bande sur France 2 : chroniqueuse
- 2015 et depuis 2018 : Touche pas à mon poste ! sur D8 puis C8 : chroniqueuse
- 2015-2016 : Touche pas à mon sport sur D8 : chroniqueuse
- 2016-2017 : Il en pense quoi Camille ? sur C8 : chroniqueuse
- 2016-2017 : La cour des grands sur Europe 1 : chroniqueuse
- 2017 : Dites-le à Baba sur C8 : chroniqueuse
- 2017 : La télé même l'été sur C8 : chroniqueuse
- 2017-2020 : C'est que de la télé sur C8 : chroniqueuse
- 2019-2020 : TPMP ! ouvert à tous sur C8 : chroniqueuse
- 2022-2023 : Le 6 à 7 sur C8 : chroniqueuse
- 2023-2024 : PAF sur C8 : chroniqueuse

### Radio
Lors d'une émission, elle participe aux Grosses Têtes sur RTL, en septembre 2023.

### Vie privée
Entre 2000 et 2003, elle vit en couple avec le footballeur international kino-congolais Alain Masudi, avec qui elle a un fils, prénommé Enzo, né en 2002. Depuis 2021, elle a pour compagnon, Bernard Orsini.